# Peter Segal

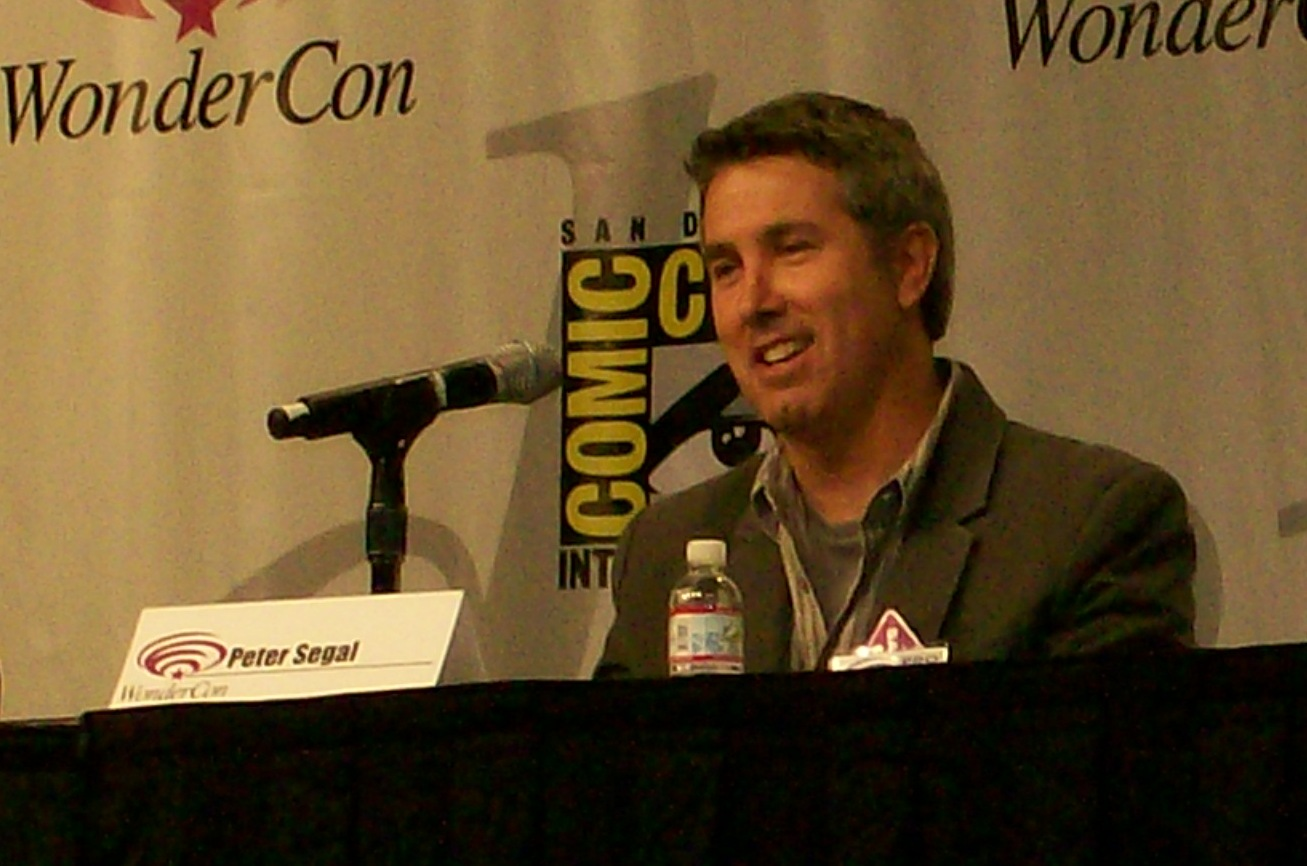
Peter Segal

Peter Segal (* 1962) ist ein US-amerikanischer Regisseur, Produzent, Drehbuchautor und Schauspieler.

## Leben
Peter Segal wuchs in New York auf, wo sein Vater bei MGM arbeitete. In den 70er Jahren zogen Segal und seine Familie nach Los Angeles. Segal studierte an der University of Southern California und hatte auf Anhieb Erfolg im Fernsehbereich, wo er für seine komödiantischen Arbeiten mit acht Emmys, dem Cable ACE Award als Bester Regisseur und zwei National Association of Broadcaster's Service to Children Awards ausgezeichnet wurde.
Sein Debüt als Spielfilmregisseur gab er 1994 mit dem dritten Teil der Die-nackte-Kanone-Reihe.
Er drehte mehrere Filme mit Adam Sandler in der Hauptrolle. In kleinen Nebenrollen trat er auch als Schauspieler in Erscheinung.
Segal gründete 1995 seine eigene Produktionsgesellschaft Greenhaven Films. Sein Credo: „Wir gehen mit jedem Charakter wirklich an die Grenzen, wir versetzen uns in ihre Leben und werfen einen Blick auf das, was sie ausmacht.“

## Filmografie (Auswahl)
- 1994: Die nackte Kanone 33⅓ (Naked Gun 33⅓: The Final Insult)
- 1995: Tommy Boy – Durch dick und dünn (Tommy Boy)
- 1996: Ein Präsident für alle Fälle (My Fellow Americans)
- 2000: Familie Klumps und der verrückte Professor (Nutty Professor II: The Klumps)
- 2003: Die Wutprobe (Anger Management)
- 2004: 50 erste Dates (50 First Dates)
- 2005: Spiel ohne Regeln (The Longest Yard)
- 2008: Get Smart
- 2010: In Security
- 2012: Prodigy Bully
- 2013: Zwei vom alten Schlag (Grudge Match)
- 2014–2016: Survivor’s Remorse (4 Folgen)
- 2014–2016: Shameless (Fernsehserie, 3 Folgen)
- 2018: Manhattan Queen (Second Act)
- 2020: Der Spion von nebenan (My Spy)
- 2021: Heels (Fernsehserie, 7 Folgen)
- 2024: Der Spion von nebenan 2 (My Spy: The Eternal City)